# Le Palefrenier ensorcelé
Le Palefrenier ensorcelé est une gravure sur bois réalisée vers 1534 par l'artiste de la Renaissance allemande Hans Baldung.

## Description
Le Palefrenier ensorcelé est une œuvre énigmatique réunissant une sorcière, un palefrenier, probablement assommé plutôt qu'endormi, et un cheval au regard menaçant, dans lequel certains ont vu une allégorie de la colère.

## Iconographie
Certains chercheurs ont vu dans cette œuvre l'illustration d'une légende populaire alsacienne narrant les aventures d'un brigand qui, après avoir passé un marché avec le diable, succomba d'un coup de sabot de cheval.

## Analyse
Hans Baldung introduit une référence évidente au Grand cheval (1505) d'Albrecht Dürer dans sa gravure. Le cheval du Jugement de Pâris (1508) de Lucas Cranach l'Ancien pourrait aussi être l'une des sources pour le cheval.
Cette œuvre constitue une étude à la perspective exigeante. L'espace pictural ascendant est construit comme une scène. 

## Postérité
Un cheval hurlant apparaît sur le chef-d'œuvre de Picasso Guernica, que Picasso a repris de Hans Baldung, tout comme la vieille torche de sorcière en haut à droite de l'image.